# Heinz Spilker

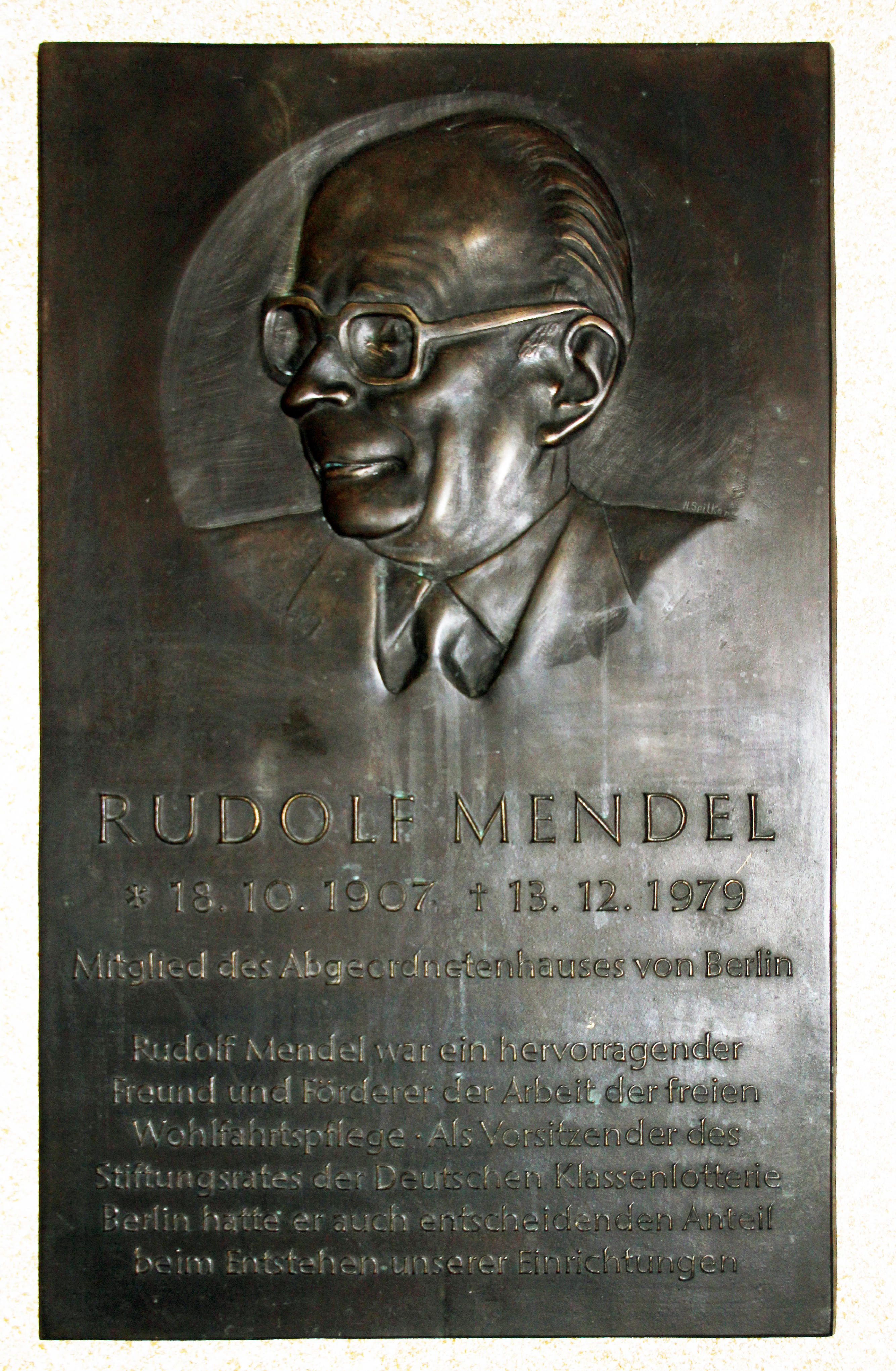
Gedenktafel, Bismarckallee 23, Berlin-Grunewald

Heinz Spilker  (* 25. November 1927 in Elverdissen bei Herford) ist ein deutscher Bildhauer der klassischen Moderne. Ein Schwerpunkt seines Schaffens ist die realistische Gestaltung von Porträts und Plastiken für den öffentlichen Raum. In der Tradition der Animalier Frankreichs schuf er in Berlin einen Zyklus von Tierplastiken. Er war unter anderem Meisterschüler der Bildhauerin Renée Sintenis an der Berliner Hochschule für Bildende Künste.

## Leben und Wirken
Heinz Spilker wurde als ältester von drei Brüdern einer Bauernfamilie geboren. Nach der Schule begann er eine Lehre als Tischler, die er 1944 mit der Gesellenprüfung abschloss. Nach Kriegsende 1945 arbeitete er im erlernten Beruf. Zur Wende in seinem Leben kam es 1950 auf einer ersten großen Kultur-Reise nach Rom und Florenz mit dem Entschluss, Bildhauer zu werden.
1951 begann er das Studium an der Meisterschule für das Kunsthandwerk in Bielefeld in der Bildhauerklasse von Arnold Rickert. Dort erhielt er nach eigenen Angaben „eine hervorragende handwerkliche und künstlerische Ausbildung“.
Nach vier Semestern wechselte Spilker 1953 an die „Hochschule für Bildende Künste“ in Berlin-Charlottenburg. Dort wurde er im ersten Semester Meisterschüler von Renée Sintenis, bei der er sich mit der Darstellung der Tiere in der Kunst zu befassen begann.
Als Begabtenstipendiat setzte er das Studium bei Paul Dierkes bis 1958 fort. Abschließend ergänzte er seine Kenntnisse durch eine praktische Ausbildung in einem Steinmetzbetrieb. Zu seinen Lehrern gehörte der Maler und Bildhauer Wilhelm Tank.

## Darstellung Spilkers in der bildenden Kunst
- Conrad Felixmüller: Bildhauer Heinz Spilker (Öl, 75 × 85 cm, 1972)[2]

## Werke

### Porträtbüsten
In seinen Porträtbüsten hat Spilker vor allem Persönlichkeiten der Politik, Kultur, Wirtschaft  und Gesellschaft Berlins der Nachkriegszeit festgehalten.
Dazu gehört die folgende Auswahl der Büsten, die sich in öffentlichen Einrichtungen wie Museen, auf  öffentlichen Plätzen und  in Privatsammlungen befinden.
- Boleslaw Barlog
- Dieter Biewald
- Conrad Felixmüller
- Tatjana Gsovsky, 1967
- Werner March
- Heinrich Mann
- Gustav Rudolf Sellner
- Otto Warburg (Biochemiker)
- Oskar Röder und Horst-Joachim Christoph an der Veterinärmedizinischen Fakultät der Universität Leipzig

### Gedenktafeln und Plaketten
Mit der Gestaltung von Reliefs und Plaketten im öffentlichen Raum hat Spilker zur „Erinnerungs-Kultur“ in Berlin beigetragen. Von ihm stammen neben anderen folgende Arbeiten:
- Nelly Sachs, 1975
- Heinrich von Kleist
- George Grosz, 1980
- Alice Salomon,  1984
- Marlene Dietrich, 1992
- Rudolf Mendel

### Öffentlicher Raum
- „Mahnmal für die Opfer der Kriege“ in Everdissen, Schweicheln-Bermbeck und in der Kirche in Staaken-Gartenstadt
- Der „Hanse-Brunnen“, Brunnen in Herford
- „Brunnen Barbarossaplatz“ und „Westkorso“, Berlin-Schöneberg
- Pferdeplastik, Neumünster

Weitere Werke befinden sich in den Sammlungen: Deutsche Oper Berlin, Senat von Berlin, Berlin-Museum, Reichstagsgebäude, Rathaus Schöneberg, Rathaus Reinickendorf, Universität Leipzig, sowie im privaten Museum Europäischer Kunst (Schloss Nörvenich).

## Ausstellungen (Auswahl)
- 1952: erste Einzelausstellung, Herford
- 1965: Senatsgalerie Berlin
- 1966: Haus am Lützowplatz, Berlin
- 1970: Verein Berliner Künstler, Berlin
- 1977: Gerhard Marcks und die deutsche Tierplastik, Bremen
- 1977: Daniel-Pöppelmann-Haus, Herford
- 1985: Animalia Tierplastiken des XX. Jahrhunderts, Münster
- 1985: Berliner Köpfe – 100 Jahre Porträtbildhauerei, Georg Kolbe Museum, Charlottenburg
- 1988: Bildhauer unserer Zeit, Kunst Museum Schloss Nörvenich (NRW) b/Köln.
- 2014: Zeichnungen – Körperporträts, Museum Europäischer Kunst, Nörvenich NRW